# Дорога Водана
«Доро́га Во́дана» — российская фолк-рок-группа.
Группа была создана 27 сентября 2003 года в г.Обнинске.
Группа «Дорога Водана» формирует свой стиль посредством синтеза славянских и общеевропейских фолковых традиций с одной стороны, и классического рок-звучания с другой. Инструменты: скрипка, электрическая гитара, бас-гитара, синтезатор, ударная установка, жалейка, флейта. Важной особенностью музыки группы является также вокальное многоголосие. Творческий багаж группы достаточно обширен и состоит как из песен собственного сочинения, так и из песен других авторов. Отдельное место в творчестве группы занимают песни на стихи Дмитрия Гаврилова.

## История

### Предыстория
Началом творческого пути группы можно считать момент ухода в 2000 году из группы Альцхеймер гитариста Тимофея Колыженкова, который и создал новый проект. Соавторами текстов стали исследователи традиционной культуры, литераторы Дмитрий Гаврилов и Владимир Егоров, а также поэтесса из г. Донецка Ольга Морозова.
Зимой 2002 г. издательством «Социально-политическая мысль» выпускается сборник бардовской песни — «Фантазии Северного Ветра». В это печатное издание вошли тексты на мелодии Тимофея Колыженкова: «Сквозь огонь», «Страшная Сказка», «Пение реки», «Могущество Мага», «Тир-на-Ног’т» и «Дорога на эшафот», опубликованы нотные и аккордные записи. В июне 2003 года ряд песен из репертуара группы изданы в альманахе «Озарение», представлены тексты, ноты и аккорды: «Исход», «Аркона», «Баллада о могуществе мага» и др. После долгих поисков группа принимает название «Дорога Водана».

### Ранний период
27 сентября 2003 г. коллектив отыграл свой первый концерт. В это же время тысячным тиражом выходит мультимедийный диск «Мир языческой Традиции». На нём представлены песни группы «Дорога Водана» в формате mp3: «Всадник Смерти», «Дева Озера» и др. Лейтмотивом диска звучит мелодия к балладе «Аркона» в миди-формате.
В октябре 2003 г. выходит восьмой номер газеты «Фантаст» (печатный орган Московского Клуба Любителей фантастики при ЦДЛ), где опубликованы песни «Баллада об Арконе» и «Исход» из репертуара группы.

### Смена состава. Новое начало
Отыграв несколько сборных концертов, в апреле 2004 года из состава группы по разным причинам вышли почти все её прежние участники. Группа была практически создана заново вместе со старыми соратниками Тимофея Колыженкова по работе в Альцхеймере: Антоном Вербицким (бас-гитара, вокал) и Вадимом Уткиным (ударная установка). Репертуар группы обогатился песнями на стихи и музыку Антона Вербицкого: «Театр», «Черный Камень» и другими.
Осенью 2004 года в группу приходит Валентин Самохин — клавишник и разносторонний музыкант (ранее — в гр. AREA 51). И к Новому, 2005 году, с приходом Натальи Сапуновой, украсившей саунд коллектива своей скрипкой, состав приобретает свой нынешний вид. В 2005 году группа концертирует мало, в основном уделяя особое внимание студийной записи.

### Студийная и концертная работа коллектива
В августе 2005 года была завершена запись одноименного дебютного альбома «Дорога Водана», а в ноябре того же года он был издан компанией Irond Ltd/Molot Records. Альбом был благоприятно встречен критиками и слушателями. Достаточно сказать, что первичный тираж альбома был продан всего за два месяца. Песня «Варяжская» с этого альбома — по слухам — стала гимном датско-норвежского ковена «Темное Пламя Локи».
В начале 2006 года у группы появляется менеджер Карина «Иней» Вербицкая, которая занимается как PR, так и организацией многочисленных выступлений группы, не только сольно, но и в рамках других проектов и фестивалей. Благодаря активной позиции группы в творчестве, частым выступлениям и большой работе по продвижению группа «Дорога Водана» становится одной из перспективных команд российского фолк-движения. В творчестве группы появляется две песни на морскую тематику авторства Карины «Иней».
Весь 2006 год группа активно концертировала по различным городам страны, не забывая при этом заниматься студийной работой. У группы появляется собственный звукооператор — Александр Красавцев, работающий на студии «In-Line», ставшей основной рабочей студией музыкантов. Итогом этой работы явился второй альбом группы — «Вечереда», который был выпущен в декабре 2006 года на лейбле Molot — подразделении компании Irond Ltd/Molot Records. Диск был записан практически в том же составе. Альбом получил массу положительных рецензий и был с восторгом встречен поклонниками коллектива.
Летом 2006 года в продажу поступил поэтический сборник «Пройти Дорогой Водана», содержащий в себе стихи и песни участников и соавторов группы. Книга была издана в издательстве «Социально-политическая мысль» тиражом полторы тысячи экземпляров.
2007 год ознаменовался продолжением активной концертной деятельности, участием в многочисленных фестивалях и сольными выступлениями в гг. Москва, Санкт-Петербург, Пермь, Рязань и др. Параллельно, с лета, группа пишет новый альбом.
Осенью 2007 года на студии «In-Line» участники группы приняли участие в создании озвучивания компьютерной игры «КОРСАРЫ: Город Потерянных Кораблей» (издатель Акелла, разработчик Seaward.Ru). Музыка группы «Дорога Водана» стала основным лейтмотивом игры. Игра вышла в декабре 2007 года, заняв высокие места в рейтингах специализированных журналов и получив восторженные отклики поклонников «пиратской» серии игр. Практически все рецензии отмечают, среди прочего, высокое качество музыкального сопровождения и озвучивания игры.
Третий альбом, «Возвращаясь Домой», поступил в продажу в апреле 2008 г. Он был издан компанией Irond Ltd/Molot Records, ставшей к этому времени постоянным издателем группы. Основным замыслом третьего полноформатника стала идея путешествия, странствия по миру, которое всегда должно заканчиваться у родного дома. Десять композиций посвящены этапам музыкального путешествия, финалом которого является заглавная песня альбома.
Весной 2008 года из группы уходит Вадим Уткин. Непродолжительное время место за ударной установкой занимает Антон «Трой» Иваненко, а с января 2009 г. сессионным барабанщиком коллектива становится Александр «Адамс» Савиных.
Четвёртая студийная работа группы, мини-альбом «Четыре Стороны» (май 2009 г.) обозначал собой начало нового этапа творчества коллектива. Простившись в героями своего предыдущего диска, музыканты создали этот 20-минутный альбом, как краткий обзор, своего рода указатель дальнейшего творческого развития.
В январе-апреле 2011 года лидер группы и бас-гитарист группы Антон Вербицкий, один из авторов хитов группы Дмитрий Гаврилов и Наталья Сапунова при поддержке участников групп «Тол Мириам» и «Корни Озёр» записали студийный акустический альбом «Баллады Белого Отряда», представляющий собой десять песен к киносценарию по мотивам рыцарского романа сэра Артура Конан Дойля «Белый отряд». Презентация альбома группой «Дорога Водана» приурочена к 120-ти летию выхода произведения в свет и дню рождения автора романа 22 мая.
С 2010 г. Антон Вербицкий и Тимофей Колыженков ежегодно выступают с бардовской программой на традиционном менестрельнике авторской песни «Северный ветер», позднее к ним присоединяется и Вадим Уткин. В 2012 г. вышел песенно-поэтический сборник «Дорогой Водана да Северной тропой». В сборнике издано 39 текстов песен участников группы и ноты к ним.
В этом же году решением общего собрания музыкантов по разным причинам исключена из состава коллектива менеджер группы Карина «Иней» Вербицкая.
В 2015 году группа занята студийной работой в г. Боровск. Несколько лет вынужденного простоя музыканты объясняют ликвидацией их репетиционной базы в г. Обнинск, а также работой участников коллектива над научными диссертациями.
8 июня 2017 г. после длительного перерыва группа выступила в г. Обнинск в акустическом варианте с шестью песнями в новой аранжировке в составе Антон Вербицкий, Тимофей Колыженков, Наталья Сапунова и Вадим Уткин.
30 сентября 2018 г. «Дорога Водана» по случаю 15-летия коллектива в полном составе выступила в обнинском рок-клубе «Бах». За ударными сменяли друг друга Александр «Адамс» Савиных и Вадим Уткин. Были представители СМИ, снимались видео репортажи о группе. Так 3 октября в программе местного телевидения «События. Обнинск» группа названа знаковым музыкальным коллективом города и её возраст исчислен 24-ю годами, с учётом участия большинства музыкантов «Дороги Водана» в предтече (группах лихих 90-х «Другое Небо» и «Альцхеймер»). В еженедельнике «НГ-РЕГИОН» вышло интервью с тремя солистами «Дороги Водана». А 13 октября 2018 года Центр стратегической конъюнктуры публикует большую заметку «Обнинские физики и лирики идут Дорогой Водана» с намёком на стихотворение 13 октября 1959 года Бориса Слуцкого «Физики и лирики».

## Участники группы
- Антон Вербицкий — вокал, бэк-вокал, бас-гитара;
- Тимофей Колыженков — электрическая гитара, флейта, жалейка, вокал, бэк-вокал;
- Валентин Самохин — вокал, бэк-вокал, клавишные;
- Наталья Сапунова — вокал, бэк-вокал, скрипка;
- Александр Савиных — ударные.

## Дискография
- Дорога Водана (Irond Ltd/Molot Records), ноябрь 2005 г.
- Вечереда (Irond Ltd/Molot Records), декабрь 2006 г.
- Возвращаясь Домой (Irond Ltd/Molot Records), апрель 2008 г.
- Четыре Стороны (Irond Ltd/Molot Records), EP, май 2009 г.
- Баллады Белого Отряда (Irond Ltd/Molot Records), май 2011 г.

## Участие в сборниках и других проектах
- ФолкРокФорум-II (Navigator Records), Сборник, 2007 г.
- Shadelynx — фолк и фолк-рок. Лучшее за год (Перекресток Рекордс), Сборник, 2008 г.
- Фолк Навигация (Navigator Records), Сборник, 2008 г.
- Темы песен «Корчма» и «Песня Даны» входят в саундтрек к компьютерной игре "КОРСАРЫ: Город Потерянных Кораблей (Акелла/Seaward.Ru), 2007 г.

## Блоги
- dorogavodana — ЖЖ-сообщество Пройти Дорогой Водана
- wodansway — официальная страница группы «Дорога Водана» ВКонтакте